# NGC 665
NGC 665  je čočková galaxie v souhvězdí Ryb. Její zdánlivá jasnost je 12,2m a úhlová velikost 2,4′ × 1,6′. Je vzdálená 246 milionů světelných let, průměr má 175 000 světelných let. Galaxii objevil 22. listopadu 1786 William Herschel.